# Ruptura do tendão de Aquiles
A ruptura do tendão de Aquiles ocorre quando o tendão de Aquiles, na parte posterior do tornozelo, se rompe. Os sintomas incluem o início repentino de dor aguda no calcanhar. Um som de estalo pode ser ouvido quando o tendão se rompe e caminhar se torna difícil.
A ruptura geralmente ocorre como resultado de uma flexão repentina do pé quando o músculo da panturrilha é acionado, um trauma direto ou uma tendinite de longa duração. Outros fatores de risco incluem o uso de fluoroquinolonas, uma mudança significativa no exercício, artrite reumatóide, gota ou uso de corticosteróides. O diagnóstico é normalmente baseado nos sintomas e no exame e apoiado por imagem digital.
A prevenção pode incluir alongamentos antes das atividades. O tratamento pode ser feito por meio de cirurgia de reparo ou engessar com os dedos dos pés ligeiramente apontados para baixo. O retorno relativamente rápido à sustentação de peso (dentro de 4 semanas) parece bom. Embora a cirurgia tradicionalmente resulte numa pequena diminuição do risco de nova ruptura, o risco de outras complicações é maior. Além disso, a reabilitação rápida pode remover essa diferença nas rupturas. Se o tratamento adequado não for realizado dentro de 4 semanas após a lesão, os resultados não serão tão bons.
A ruptura do tendão de Aquiles ocorre em cerca de 1 em cada 10.000 pessoas por ano. Os homens são mais comumente afetados do que as mulheres. Pessoas na faixa etária dos 30 aos 50 anos são as mais comumente afetadas. O próprio tendão foi nomeado em 1693 em homenagem ao herói grego Aquiles.